# 苏联共产党内的反对派列表
该表列出1917年俄国社会民主工党 (布尔什维克)独立建党至1991年苏联共产党解散期间，该党内部出现的反对派组织、派系。

## 列表
- 左翼共产主义者（1918年）
- 军事反对派（1918年—1919年）
- 民主集中派（1919年—1921年）
- 缓冲集团（1920年—1921年）
- 工人反对派（1920年—1921年）
- 工人真理（1921年—1923年）
- 工人集团（1923年）
- 左翼反对派（1923年—1927年）
- 右翼反对派（1924年—1930年）
- 新反对派（1925年—1926年）
- 联合反对派（1926年—1927年）
- 斯米尔诺夫-萨普罗诺夫集团（1926年—1927年）
- 左翼-右翼集团（1930年）
- 斯米尔诺夫集团（1931年—1933年）
- 马列主义者联盟（1932年）
- 苏维埃反对派集团（1932年—1933年）
- 反党集团（1956年—1957年）
- 叶利钦帮（1988年—1990年）
- 苏共纲领
  - 苏联联合工人阵线（1989年—1991年）
  - 苏共民主纲领（1989年—1990年）
  - 苏共马克思主义纲领（1990年—1991年）
  - 俄罗斯苏维埃联邦社会主义共和国共产党共产主义倡议运动（1990年—1991年）
  - 苏共民主运动（1990年—1991年）
  - 苏共布尔什维克纲领（1991年）